# 广西澄广花
广西澄广花（学名：Orophea anceps）为番荔枝科澄广花属的植物。分布在柬埔寨、泰国、老挝、马来西亚、孟加拉以及中国大陆的广西、广东、云南等地，生长于海拔600米的地区，多生于低丘陵山地疏林中，目前尚未由人工引种栽培。

## 别名
米得洗（广西壮语）；米敦斗（广西大新）